# I-60 (tàu ngầm Nhật)
I-60 là một tàu ngầm tuần dương  Lớp Kaidai thuộc lớp phụ IIIB nhập biên chế cùng Hải quân Đế quốc Nhật Bản vào năm 1928. Nó liên can đến tai nạn va chạm vốn đã làm đắm tàu ngầm chị em I-63, rồi trong Chiến tranh Thế giới thứ hai đã hỗ trợ cho chiến dịch xâm chiếm Đông Ấn thuộc Hà Lan vào đầu năm 1942, trước khi bị tàu khu trục Anh Jupiter đánh chìm trong eo biển Sunda vào ngày 17 tháng 1, 1942.

## Thiết kế và chế tạo

### Thiết kế
Phân lớp tàu ngầm Kaidai IIIB là sự lặp lại thiết kế của phân lớp Kaidai IIIA dẫn trước, chỉ có những cải tiến nhỏ để giúp đi biển tốt hơn. Chúng có trọng lượng choán nước 1.800 tấn Anh (1.829 t) khi nổi và 2.300 tấn Anh (2.337 t) khi lặn, lườn tàu có chiều dài 101 m (331 ft 4 in), mạn tàu rộng 8 m (26 ft 3 in) và mớn nước sâu 4,90 m (16 ft 1 in). Con tàu có thể lặn sâu 60 m (197 ft) và có một thủy thủ đoàn đầy đủ bao gồm 60 sĩ quan và thủy thủ.
Chiếc tàu ngầm trang bị hai động cơ diesel 3.400 mã lực phanh (2.535 kW), mỗi chiếc vận hành một trục chân vịt. Khi lặn, mỗi trục được vận hành bởi một động cơ điện 900 mã lực (671 kW). Con tàu có thể đạt tốc độ tối đa 20 hải lý trên giờ (37 km/h; 23 mph) khi nổi và 8 hải lý trên giờ (15 km/h; 9,2 mph)khi lặn. Khi Kaidai IIIB di chuyển trên mặt nước nó đạt tầm xa hoạt động 10.000 hải lý (19.000 km; 12.000 mi) ở tốc độ 10 hải lý trên giờ (19 km/h; 12 mph), và có thể lặn xa 90 nmi (170 km; 100 mi) ở tốc độ 3 hải lý trên giờ (5,6 km/h; 3,5 mph).
Lớp Kaidai IIIA có tám ống phóng ngư lôi 53,3 cm (21,0 in), gồm sáu ống trước mũi và hai ống phía đuôi; mỗi ống mang theo một quả ngư lôi nạp lại, nên mang tổng cộng 16 ngư lôi. Chúng cũng trang bị một 120 mm (4,7 in)/45 caliber trên boong tàu.

### Chế tạo
I-60 được đặt lườn tại Xưởng vũ khí Hải quân Sasebo ở Sasebo vào ngày 10 tháng 10, 1927. Nó được hạ thủy vào ngày 24 tháng 4, 1929,< rồi hoàn tất và nhập biên chế vào ngày 20 tháng 12 hoặc 24 tháng 12, 1929. ref name=IJN/>

## Lịch sử hoạt động

### 1929 - 1939
Vào ngày nhập biên chế, I-60 được phân về Quân khu Hải quân Sasebo, rồi cùng tàu chị em I-63 gia nhập Đội tàu ngầm 28 vừa mới được thành lập cùng ngày hôm đó. Đội tàu ngầm 28 có thể đã được bố trí ngay vào Hải đội Tàu ngầm 2, trực thuộc Đệ Nhị hạm đội, hoặc trước tiên được điều về Quân khu Hải quân Sasebo trước khi chuyển sang Hải đội Tàu ngầm 2 vào ngày 1 tháng 12, 1930.
Đội tàu ngầm 28 được thuyên chuyển sang Hải đội Tàu ngầm 1 trực thuộc Đệ Nhất hạm đội, thuộc thành phần Hạm đội Liên hợp, vào ngày 1 tháng 12, 1932. Đội được điều sang Đội Phòng vệ Sasebo thuộc Quân khu Hải quân Sasebo vào ngày 15 tháng 11, 1933, và I-60 được cho xuất biên chế và đưa về thành phần dự bị vào ngày hôm đó. Đang khi nó ở trong thành phần dự bị, Đội tàu ngầm 28 được điều sang Đội Phòng vệ Sasebo thuộc Quân khu Hải quân Sasebo vào ngày 11 tháng 12, 1933.
I-60 nhập biên chế trở lại trong năm 1934, và vào ngày 15 tháng 11, 1934, Đội tàu ngầm 28 được điều trở lại Hải đội Tàu ngầm 2 trực thuộc Đệ Nhị hạm đội. Vào ngày 7 tháng 2, 1935, I-60 khởi hành từ Sasebo cùng tám tàu ngầm khác thuộc Hải đội Tàu ngầm 2: I-53, I-54, I-55, I-59, I-61, I-62, I-63 và I-64, cho chuyến đi huấn luyện tại khu vực quần đảo Kuril. Chuyến đi kết thúc khi họ đến vịnh Sukumo, Shikoku vào ngày 25 tháng 2, 1935. Chín chiếc tàu ngầm đã rời Sasebo vào ngày 29 tháng 3, 1935 để huấn luyện tại vùng biển Trung Quốc, và quay trở lại Sasebo vào ngày 4 tháng 4, 1935.
I-60 đang cùng I-59 và I-63 thả neo trong eo biển Terashima vào ngày 22 tháng 7, 1936 khi một cơn gió giật mạnh cuốn sóng lớn gây hư hại cho tháp chỉ huy và cuốn đi dây neo bên mạn phải. Nó được cho xuất biên chế trong năm 1936, rồi tái biên chế trở lại vào ngày 1 tháng 12, 1936  trong khi Đội tàu ngầm 28 tiếp tục hoạt động cùng Đệ Nhất hạm đội trong đội hình Hải đội Tàu ngầm 1. Vào ngày 27 tháng 3, 1937, nó cùng I-59 và I-63 khởi hành từ Sasebo cho một chuyến đi huấn luyện tại khu vực Thanh Đảo, Trung Quốc, và khi kết thúc đã quay trở về vịnh Ariake vào ngày 6 tháng 4. Đội tàu ngầm 28 được điều động sang Hải đội Phòng vệ Sasebo thuộc Quân khu Hải quân Sasebo vào ngày 1 tháng 12, 1937, rồi quay trở lại cùng Hải đội Tàu ngầm 1 trực thuộc Đệ Nhất hạm đội vào ngày 15 tháng 12, 1938.

#### Tai nạn va chạm vớiI-63
Vào tháng 1, 1939, I-60 cùng các tàu ngầm khác thuộc Hải đội Tàu ngầm 1 lên đường để tập trận hạm đội. Vào sáng sớm ngày 2 tháng 2, các con tàu đi đến vị trí chỉ định để tấn công mô phỏng các hạm tàu nổi cùng tham gia cuộc tập trận. Tàu ngầm I-63 đi đến eo biển Bungo ngoài khơi Kyūshū khoảng 60 nmi (110 km) về phía Tây Bắc hải đăng Mizunokojima lúc khoảng 04 giờ 30. Nó tắt hết động cơ diesel và thả trôi tự do, chờ đến lúc bình minh với các đèn hoa tiêu bật sáng. I-60, di chuyển trên mặt biển với tốc độ 12 kn (22 km/h), vô tình đi nhầm vào khu vực của I-63 do lỗi hoa tiêu. Lúc khoảng 05 giờ 00, sĩ quan trực của I-60 nhìn thấy hai đèn hoa tiêu trắng của I-63 nhưng nhận định nhầm là của hai tàu đánh cá ở gần nhau, nên quyết định đi xuyên giữa hai tàu đánh cá, vô tình để I-60 đâm thẳng vào mạn I-63. Khi sĩ quan trực của I-60 nhận ra I-63, hai con tàu chỉ còn cách nhau 220 yd (200 m); ông ra lệnh bẻ hết lái để cố tránh va chạm. Trong khi đó, hạm trưởng của I-63 cũng nhận ra nguy cơ bị đâm, nên ra lệnh đi hết tốc độ và ra lệnh đóng kín mọi ngăn kín nước.
Khi hai chiếc tàu ngầm nhận ra nhau, đã quá trễ để có thể tránh va chạm, và I-60 đã húc vào I-63.  Vụ va chạm xé một lổ hổng trên thùng dằn bên mạn phải và ngập nước ngăn động cơ phụ trợ. I-63 đắm trong vòng vài phút ở độ sâu 320 foot (98 m), 81 thành viên thủy thủ đoàn đã thiệt mạng trong tai nạn. I-60 bị hỏng thùng dằn phía mũi tàu. Nó giải cứu được hạm trưởng cùng sáu thủy thủ của I-63. Ủy ban điều tra kết luận rằng lỗi hoa tiêu của I-60 đã đưa đến tai nạn, và con tàu đã không thực hiện quy trình quan sát đầy đủ cũng như quản lý sĩ quan trực chưa phù hợp. Mặc dù không có mặt trên cầu tàu vào lúc xảy ra tai nạn, hạm trường của I-60 đã nhận hết mọi trách nhiệm về mình, và tòa án quân sự quyết định tạm thời cách chức hạm trưởng cũng như trì hoãn việc thăng cấp từ thiếu tá lên trung tá đối với ông.

### 1939–1941
Vào ngày 15 tháng 11, 1939, Đội tàu ngầm 28 được điều động trở lại Quân khu Hải quân Sasebo, và chuyển sang làm nhiệm vụ tại trường tàu ngầm tại Kure. Đến ngày 15 tháng 11, 1940, Đội tàu ngầm 28 lại được điều sang Hải đội Tàu ngầm 5 thuộc Hạm đội Liên hợp. Từ ngày 6 đến ngày 29 tháng 1, 1941, I-60 tạm thời thay phiên cho I-59 trong vai trò soái hạm của Đội tàu ngầm 28. Nó được đưa về Hạm đội Dự bị 3 tại Sasebo từ ngày 10 tháng 4, rồi chuyển đến xưởng tàu Tama Zosensho tại Tamano để tái trang bị và hiện đại hóa. Nó lại trở thành soái hạm của Đội tàu ngầm 28 từ ngày 20 tháng 5 đến ngày 3 tháng 12, 1941, khi nó được I-59 thay phiên.

### 1941 – 1942
Vào lúc cuộc xung đột tại Thái Bình Dương chính thức bắt đầu vào ngày 8 tháng 12, (7 tháng 12 bên kia đường đổi ngày), khi Hải quân Nhật bất ngờ tấn công căn cứ Trân Châu Cảng của Hải quân Hoa Kỳ, I-60 vẫn còn đang được hiện đại hóa tại Tamano. Vào ngày 26 tháng 12, nó được điều về Đơn vị Tàu ngầm B để hoạt động tại khu vực Ấn Độ Dương, và cùng với Tư lệnh Đội tàu ngầm 28 trên tàu, nó rời Kobe vào ngày 26 tháng 12 để cùng tàu ngầm I-59 hướng sang Davao trên đảo Mindanao thuộc Philippines, đến nơi vào ngày 5 tháng 1, 1942. Tại đây I-60 thay phiên cho I-59 trong vai trò soái hạm của Đội tàu ngầm 28 vào ngày 9 tháng 1.

#### Chuyến tuần tra thứ nhất
Sau khi được tiếp nhiên liệu, I-60 cùng với I-59 khởi hành từ Davao cho chuyến tuần tra đầu tiên trong chiến tranh, hướng đến khu vực biển Banda về phía Nam quần đảo Sunda, ngoài khơi Celebes tại Đông Ấn thuộc Hà Lan. Chúng cùng các tàu ngầm khác thuộc Hải đội Tàu ngầm 5, I-62, I-64, I-65 và I-66, hỗ trợ cho các cuộc đổ bộ lên Kema và Manado ở phía Bắc Celebes, vốn bắt đầu từ ngày 11 tháng 1. Đến ngày 13 tháng 1, I-60 tách khỏi I-59 để đi đến khu vực tuần tra trong Ấn Độ Dương phía Nam eo biển Sunda giữa các đảo Java và Sumatra, Đông Ấn thuộc Hà Lan, rồi sau đó sẽ đi đến căn cứ mới tại Penang, Malaya đã bị Nhật chiếm đóng. Nó đi đến khu vực tuần tra được chỉ định vào sáng sớm ngày 16 tháng 1, rồi gửi thêm một báo cáo vào chiều tối hôm đó. Sau đó I-60 hoàn toàn mất liên lạc.

#### Bị mất
Vào ngày 17 tháng 1, tàu khu trục Hải quân Hoàng gia Anh HMS Jupiter đang ở trong biển Java tại vị trí 25 nmi (46 km) về phía Tây Bắc đảo Anak Krakatoa trong eo biển Sunda, hộ tống cho tàu chở quân Hoa Kỳ USS Mount Vernon (AP-22) vốn trong hành trình từ Singapore đến Aden, khi nó bắt được tín hiệu cầu cứu từ một tàu buôn gần đó. Jupiter tách khỏi Mount Vernon và bắt đầu dò tìm qua sonar. Hai giờ sau đó nó, dò được tín hiệu sonar một mục tiêu đang đi ngầm dưới nước nên tấn công với hai lượt mìn sâu. Bị hư hại nặng, I-60 buộc phải trồi lên mặt nước ngay sau phía đuôi Jupiter, gần đến mức chiếc tàu khu trục không thể hạ thấp nòng pháo đủ để khai hỏa.
Không thể lặn xuống, I-60 đối đầu với Jupiter bằng khẩu hải pháo 120 milimét (4,7 in) trên boong tàu. Jupiter đổi hướng và tấn công đối thủ với khẩu pháo phòng không Oerlikon 20 mm, tiêu diệt mọi pháo thủ trên chiếc tàu ngầm. Dù vậy, I-60 vẫn bắn được khẩu hải pháo 120 mm với tốc độ tám phát mỗi phút, phá hủy khẩu đội "A" 4,7 inch (120 mm) nòng đôi của Jupiter, khiến ba người tử trận và chín người bị thương.
Jupiter phóng hai quả ngư lôi nhắm vào I-60, nhưng đều không trúng đích. Nó tiếp tục bắn phá chiếc tàu ngầm với bốn khẩu pháo 4,7 inch còn lại, ghi được hai hoặc ba phát trúng đích. I-60 nghiêng và bốc cháy bên trong, nhưng khẩu súng máy 7,7 mm của nó trên tháp chỉ huy tiếp tục nả đạn về phía chiếc tàu khu trục, buộc Jupiter phải áp sát và tiêu diệt bằng pháo 20 mm. Jupiter bắn trúng I-60 thêm một phát đạn pháo 4,7 inch vào phần thân giữa tháp chỉ huy và đuôi tàu, gây ra một vụ nổ lớn bên trong chiếc tàu ngầm. Cuối cùng Jupiter di chuyển cách đuôi chiếc I-60 15 ft (4,6 m) và thả một quả mìn sâu được cài đặt kích nổ nông. Vụ nổ cuối cùng đã đánh chìm I-60 tại vùng nước sâu 3.000 ft (910 m) ở lối ra vào phía Nam eo biển Sunda, tại tọa độ06°19′30″N 104°49′20″Đ / 6,325°N 104,82222°Đ.
Jupiter cứu vớt được ba người sống sót, nhưng một người qua đời sau đó. 84 hoặc 86 thành viên thủy thủ đoàn đã tử trận cùng I-60. Hải quân Nhật Bản xóa đăng bạ con tàu vào ngày 10 tháng 3, 1942.